# Tabanus auripunctatus
Tabanus auripunctatus är en tvåvingeart som beskrevs av Macquart 1839. Tabanus auripunctatus ingår i släktet Tabanus och familjen bromsar.
Artens utbredningsområde är Algeriet. Inga underarter finns listade i Catalogue of Life.